# Hirojuki Usui
Hirojuki Usui (* 4. srpen 1953) je bývalý japonský fotbalista.

## Klubová kariéra
Hrával za Hitachi.

## Reprezentační kariéra
Hirojuki Usui odehrál za japonský národní tým v letech 1974–1984 celkem 38 reprezentačních utkání.

## Statistiky
| Japonsko | Japonsko | Japonsko |
| Roky     | Záp.     | Góly     |
| -------- | -------- | -------- |
| 1974     | 2        | 0        |
| 1975     | 0        | 0        |
| 1976     | 1        | 0        |
| 1977     | 4        | 0        |
| 1978     | 14       | 7        |
| 1979     | 9        | 3        |
| 1980     | 5        | 3        |
| 1981     | 0        | 0        |
| 1982     | 0        | 0        |
| 1983     | 0        | 0        |
| 1984     | 3        | 2        |
| Celkem   | 38       | 15       |